# Língua onge

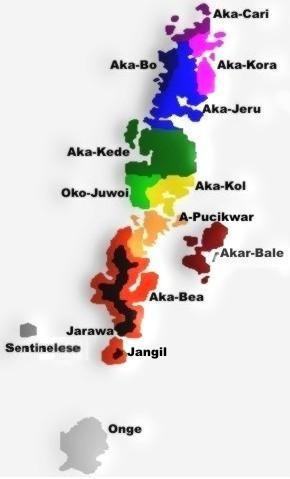
Mapa - divisões tribais e linguísticas nas Ilhas Andaman antes da década 1850.

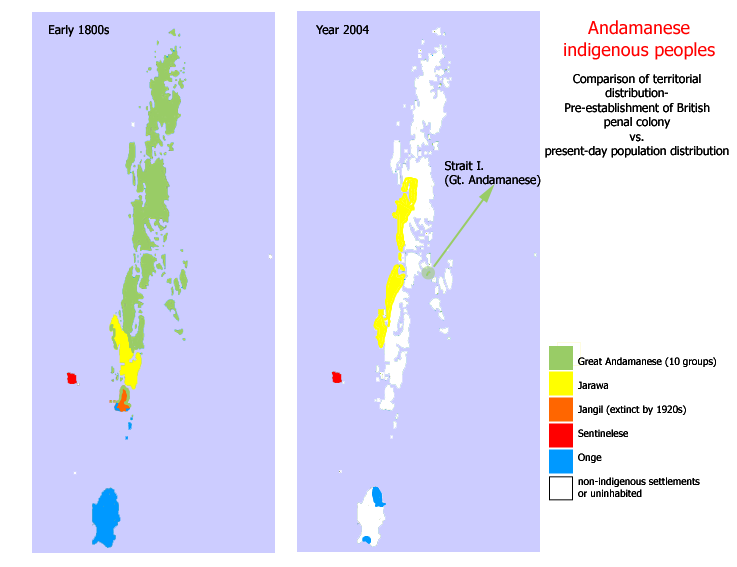
Distribuição - tribos andamãs no início anos 1800 e 2004; áreas Onge em azul.

A língua 'Öñge (também Ongee, Eng, Ung) é uma duas línguas Ongan da família Andamanesa. É falada pelo povo Onge na Pequena Andamão, Índia.

## História
No século XVIII, os Onge estavam distribuídos entre as Ilhas Andaman e outras ilhas próximas, com alguns territórios e acampamentos estabelecidos na Ilha Rutland e na ponta sul da Ilha Andaman do Sul. Ali havia guerras entre diferentes grupos e na década de 1890 [Maurice Vidal Portman obteve pacificação entre eles. No final do século XIX, Os Onge às vezes visitavam as ilhas South Brother e North Brother para capturar tartarugas marinhas; nesse tempo, essas ilhas pareciam ser a fronteira entre seu território e as áreas de grande Andamão ao norte. Hoje, os membros sobreviventes (menos de 100) estão confinados a dois campos de reserva em Little Andaman, Dugong Creek, no nordeste e South Bay.
Os Onge eram semi-nômades e totalmente dependentes da atividade de caçadores-coletores.
Os Onge são um dos povos indígenas da Índia. Juntamente com as outras tribos andamãs e alguns outros grupos isolados em outras partes do Leste Asiático, eles compõem os povos Negritos, que se acredita serem remanescentes de uma migração muito precoce para fora da África.

## Status
O Önge costumava ser falado na pequena Andamão, bem como em ilhas menores ao norte - e possivelmente no extremo sul da ilha Andamão Meridional. Desde meados do século XIX, com a chegada dos britânicos nas Ilhas e após a independência indiana, com influxo maciço de colonos indianos do continente, o número de falantes do Onge diminuiu constantemente, embora um aumento moderado tenha sido observado nos últimos anos.  Atualmente, existem apenas 94 falantes nativos do Onge, confinado a um único assentamento no nordeste de pequena Andamão, tornando-o idioma ameaçado de extinção.

## Fonologia

### Consoantes
É bastante pobre o inventário Onge de sons consoantes.
|                | Labial | Labial | Coronal | Coronal | Palatal | Palatal | Velar | Velar |
| -------------- | ------ | ------ | ------- | ------- | ------- | ------- | ----- | ----- |
| Oclusiva       | kʷ     | b      | t       | d       | c       | ɟ       | k     | ɡ     |
| Nasal oclusiva |        | m      |         | n       |         | ɲ       |       | ŋ     |
| Aproximante    |        | w      |         | l (/r/) |         | j       |       |       |

Blevins (2007: 160-161) afirma que / c, ɟ / são na verdade africadas e que as retroflexas podem ou não ser fonêmicos.
/ kʷ / se deslabializa para / k / antes de / u, o /. < Blevins (2007: 160-161) afirma que / c, ɟ / são na verdade na verdade africadas e que as retroflexas podem ou não ser fonêmicos.
/ kʷ / se deslabializa para / k / antes de / u, o /. 
O / d / fonêmico surge como [r] intervocalicamente, enquanto que, sem dúvida, algumas palavras têm o / r / fonêmico que alterna com as superfícies [r, l, j]. 

### Fonotáticas
As palavras podem ser monossilábicas ou mais longas, mesmo em palavras de conteúdo (ao contrário do idioma relacionado jarawa). Words may begin with consonants or vowels, and maximal syllables are of the form CVC. Todas as palavras Onge terminam em vogais, exceto imperativos, por ex.  kaʔ  'de'.
As consoantes de final de raiz em Jarawa geralmente têm cognatos com o e final em Onge, por exemplo, Jarawa  iŋ , Onge  iŋe  'água'; Jarawa  inen , Onge  inene  'estrangeiro'; Jarawa  dag , Onge  dage  'coco'. Historicamente, essas vogais devem ter sido excrescentes, pois no final de palavra não etimológica não aparece quando os marcadores de número são sufixados, e o artigo definido (- gi após consoantes etimológicas, - i após vogais etimológicas, devido a se tornar lenis) aparece como - i após um e etimológico mas como -  gi  após um e,excrescente, por exemplo  daŋe  →  daŋe-gi  'árvore; esconderijo »;  kue  →  kue-i  'porco'.
Às vezes, grupamentos NC se reduzem opcionalmente para C única, por exemplo  iɲɟo - ~  iɟo- 'para beber' (c.f. Jarawa  -iɲɟo).
Obstruentes sonoros podem opcionalmente se nasalizar no início da sílaba quando a coda for nasal, p.  osso  /  mone  'resina, tocha de resina' (c.f. Jarawa  pone  'resina, tocha de resina').

### Morfofonêmica
Grupos consonantais dentro dos limites do morfema se simplificam para sequências homorgânicas, incluindo geminados, que podem ocorrer após um -e no final da palavra cai. Ex.:  daŋe  'árvore, canoa' →  dandena  'duas canoas';  umuge  'pombo' →  umulle  'pombos'.

### Vogais
|         | Anterior | Central | Posterior |
| Fechada | i        |         | u         |
| Medial  | e        | ə       | o         |
| Aberta  |          | a       |           |

Há alguma harmonia de vogais: o prefixo da 1ª pes. Plural – [Et-]se torna [Ot-] quando a vogal na próxima sílaba é / u /, p. "et-eɟale" "nossos rostos", mas "ot-oticule" "nossas cabeças".

### Demografia
Os Onge são um dos povos menos férteis do mundo. Cerca de 40% dos casais são estéreis. As mulheres Onge raramente engravidam antes dos 28 anos. Infant and child mortality is in the range of 40%. O “net reproduction rate (NRR)”) dos Onge é 0,91, enquanto que esses índice entre o grande Andamão é 1,4.

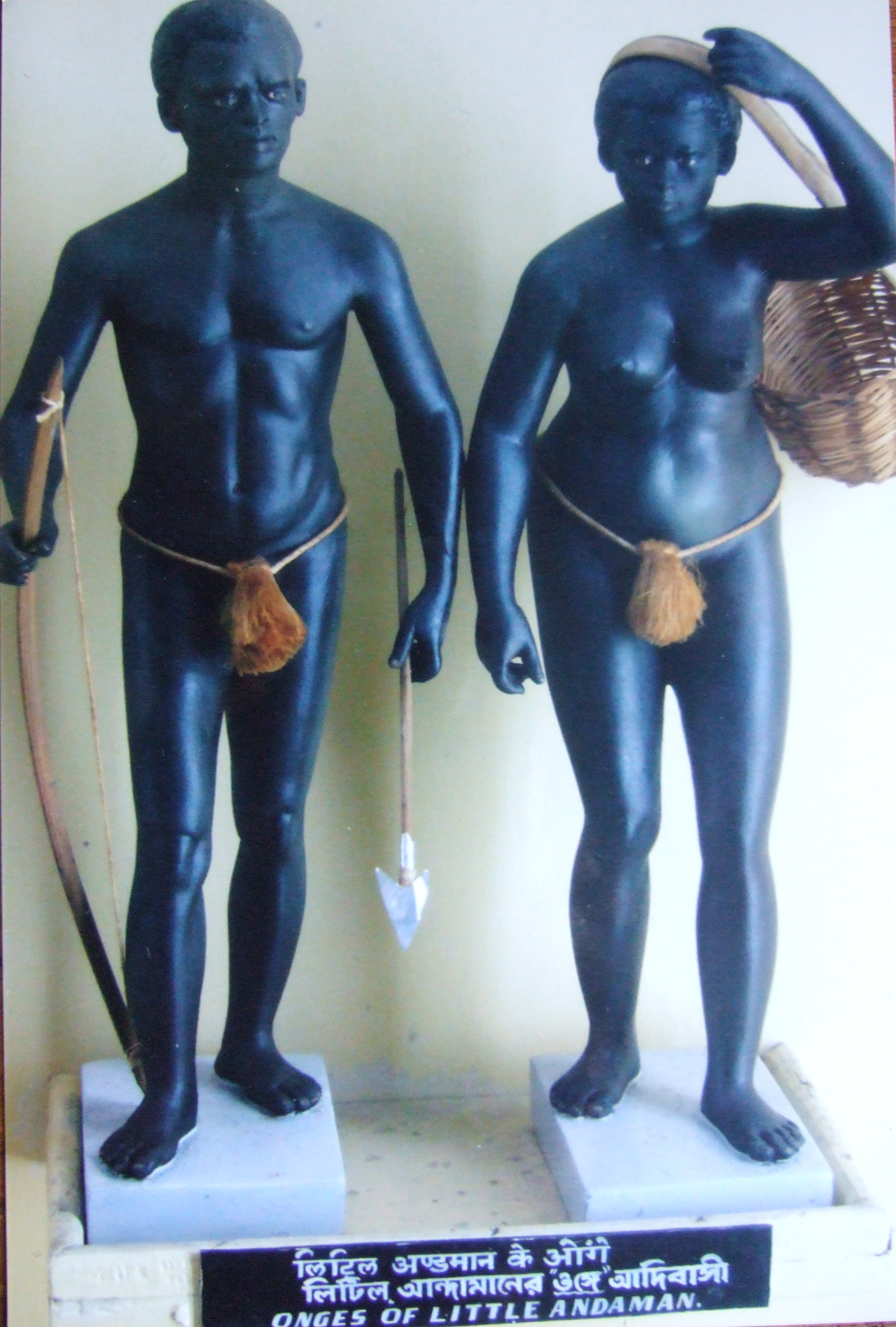
Representação do povo Onge no Museu de Calcutá